# Walter Dießner
Walter Dießner (Meißen, 27 dicembre 1954) è un ex canottiere tedesco É il fratello gemello del calciatore Ullrich Dießner.

## Palmarès

### Olimpiadi
- 2 medaglie:
  - 1 oro (Mosca 1980 nel quattro con)
  - 1 argento (Montréal 1976 nel quattro con)

### Mondiali
- 5 medaglie:
  - 4 ori (Lucerna 1974 nel quattro con; Amsterdam 1977 nel quattro con; Hamilton 1978 nel quattro con; Bled 1979 nel quattro con)
  - 1 argento (Nottingham 1975 nel quattro con)